# نورا دين
نورا دين (بالإنجليزية: Nora Dean)‏ هي مغنية جامايكية، ولدت في 1952 في سبانيش تاون في جامايكا، وتوفيت في 29 سبتمبر 2016 في كونيتيكت في الولايات المتحدة بسبب مرض.

## وصلات خارجية
- نورة دين على موقع ميوزك برينز (الإنجليزية)
- نورة دين على موقع أول ميوزيك (الإنجليزية)
- نورة دين على موقع ديسكوغز (الإنجليزية)